# Nykolaj Chochol
Nykolaj Hryhorjevytj Chochol (ukrainska: Николай Григорьевич Хохол, ryska: Nikolaj Grigorjevitj Gogol), född den 5 januari 1948 i i byn Tjyrvonaja Zorka i Berezino rajon i Minsk oblast i i Vitryska SSR i Sovjetunionen (nu Berazіno rajon i Minsks voblast i Belarus), död 1997, var en belarusisk kanotist som tävlade för Sovjetunionen.
Gogol tog bland annat VM-guld i K-1 4 x 500 meter i samband med sprintvärldsmästerskapen i kanotsport 1970 i Köpenhamn.